# Puella α
Puella α（プエラ・アルファ）は、富士通研究所所属（2012年1月現在）の伊藤英紀が開発したコンピュータ将棋ソフトウェア。第21回世界コンピュータ将棋選手権優勝。第1回将棋電王戦勝者。旧称・ボンクラーズ（Bonkras）。

## 概要
ボンクラーズは、コンピュータ将棋選手権で優勝経験のある将棋プログラム「Bonanza」（ボナンザ）をベースとし、6台のサーバを並列処理させる（クラスタ）ことで、高速演算を可能としている。「ボンクラーズ」という名称は、「ボナンザ」と「クラスタ」を組み合わせて名付けられたとプレス向けに発表されているが、漫画『あずまんが大王』に登場する同名のグループを由来とするダブルミーニングの指摘もあり、制作者である伊藤からも、それを仄めかす発言がある。なお、『あずまんが大王』の作者であるあずまきよひこもそのことに関心を示すツイートを返している。
初登場は2010年の第20回世界コンピュータ将棋選手権。開発者の伊藤はそれ以前にも数回（第9回・第12回・第15回・第18回・第19回）独自開発の将棋ソフトで大会に参加した経験があり、前年実績によるシードで二次予選からの登場となったが、初参加で決勝4位の成績を残す。
2011年5月、第21回世界コンピュータ将棋選手権で優勝（5勝2敗でBonanzaと並んだが、直接対決で勝利したボンクラーズが上位）。
2011年10月、将棋倶楽部24のレーティング3300を超え、過去最高記録を作った。
2012年1月14日、米長邦雄永世棋聖と対戦し（第1回電王戦）、先手113手で勝利をした。
2012年5月に行われた第22回世界コンピュータ選手権では改良を重ねプログラムを一新、名称も「Puella α」に改めた。GPS将棋に敗れ準優勝となった。この結果を受けて2013年4月13日には塚田泰明九段との初めての現役棋士との対戦が行われた（第2回将棋電王戦第4戦、結果は持将棋）。なお、Puellaとはラテン語で「少女」、αはBonanzaの探索アルゴリズムである「α-β探索」から。事前に手を予測することにより並列処理を簡略化し、さながら子供αが大人になるという事から「Puella」の名称を用いたが、アニメ『魔法少女まどか☆マギカ』のラテン語表記「PUELLA MAGI MADOKA MAGICA」にもかけている事を伊藤は認めている。
尚、制作者の伊藤はあまり勝敗にはこだわっておらず、むしろコンピュータの技術開発目的であるとコメントしている。ただし、ソフトの貸し出しには否定的な見解を示している。また、2013年当時、今後仮にコンピュータ将棋が人間を超えたとしても、将棋界が衰退することはなく、今後も人間は人間を応援するだろうと予想した。
その後、伊藤はPuella αの開発を終了したため、第23回以降のコンピュータ将棋選手権および将棋電王トーナメントには出場していない。

## 米長との対局
| 9  | 8  | 7  | 6  | 5  | 4  | 3  | 2  | 1  |    |
| 香 | 桂 | 銀 | 金 |    | 金 | 銀 | 桂 | 香 | 一 |
|    | 飛 |    | 王 |    |    |    | 角 |    | 二 |
| 歩 | 歩 | 歩 | 歩 | 歩 | 歩 | 歩 | 歩 | 歩 | 三 |
|    |    |    |    |    |    |    |    |    | 四 |
|    |    |    |    |    |    |    |    |    | 五 |
|    |    | 歩 |    |    |    |    |    |    | 六 |
| 歩 | 歩 |    | 歩 | 歩 | 歩 | 歩 | 歩 | 歩 | 七 |
|    | 角 |    |    |    |    |    | 飛 |    | 八 |
| 香 | 桂 | 銀 | 金 | 玉 | 金 | 銀 | 桂 | 香 | 九 |

| 9  | 8  | 7  | 6  | 5  | 4  | 3  | 2  | 1  |    |
| 香 |    |    |    |    |    |    | 桂 | 香 | 一 |
|    | 飛 |    |    |    |    |    | 角 |    | 二 |
| 歩 | 王 | 桂 | 銀 | 金 | 歩 |    | 歩 | 歩 | 三 |
|    |    | 金 | 銀 | 歩 |    | 歩 |    |    | 四 |
| 歩 | 歩 | 歩 | 歩 |    |    |    |    |    | 五 |
|    |    | 歩 | 歩 | 歩 |    |    |    | 歩 | 六 |
|    | 歩 |    | 銀 | 角 | 歩 | 歩 | 歩 |    | 七 |
|    |    | 飛 |    | 金 |    | 銀 | 玉 |    | 八 |
| 香 | 桂 |    |    |    | 金 |    | 桂 | 香 | 九 |

2012年1月14日には名人経験者であり時の将棋連盟会長でもある米長邦雄永世棋聖と対戦し（第1回電王戦)、先手113手で勝利した。これはニコニコ生放送で配信され、好評を博した。対局は将棋会館で行われ、持ち時間は相互3時間、昼食休憩は1時間。会場の電源容量の都合から、ボンクラーズの消費電力は2800ワットに制限された。
2011年5月のコンピュータ将棋世界選手権を制したボンクラーズと米長が2012年1月14日に対局するとの発表があったのは、2011年10月6日のこと。米長が『週刊現代』誌上で、コンピュータと公式対局を行うのであれば、羽生善治なら対局料として7億8000万円を頂かねばならないが、この米長であれば1000万円で請け負うと言った旨の表を掲載しようとしたことによる。その表が発表される数日前に中央公論社前社長(当時)浅海保とドワンゴ会長川上量生の耳に留まり、電王戦が実現した。
60歳で現役を退き当時68歳となっていた米長に既に全盛期の棋力はなく、正座で対局を行う体力もなかったが、米長は自宅にパソコンを導入、ボンクラーズをインストールし、対策を研究する。また10月6日には振り駒で後手番と決まったため、より具体的な研究が行えた。この段階での対戦成績は早指しで米長は全く勝てず、持ち時間で1時間でならやや負け越す程度、3時間では3局指して1勝2敗と言った状態で、さらに若手棋士やタイトル保持者を自宅に招待してボンクラーズと指させてはみたものの、ほとんどは敗れてしまっていたと言う。米長は正攻法では勝てないことを悟った。コンピュータの苦手な序盤に大優勢を築き、そのまま逃げ切るよりない。
このため米長は「ボナンザ」開発者である保木邦仁の勧める、初手▲7六歩に対する△6二玉に着目する。これは定跡に無い手で、ボンクラーズのもつ膨大な序盤の定跡データを無効化できるかもしれないと言うのだ。さらにコンピュータは構想力が劣り、6二玉からの狙いを看破できず、金銀で6筋、7筋の位を張る米長陣を、金銀が上ずり玉飛が接近しており、自身が優勢と誤判断する。米長はこの筋を研究し、延べ300時間の準備の上で対局に臨んだ。
来る2012年1月14日、実戦でも米長は6二玉からの構想で、79手目までに6筋、7筋の位を取ったが、直後に米長に見落としが出て位を奪還されてしまう。その後は「人間と違い、ミスをしない」コンピュータであるボンクラーズが、勝利を収めることとなった。
局後の記者会見で米長は、△6二玉は最善手であったはずで、負けたのは単に私が弱かったからだと語った。米長の構想については羽生善治、谷川浩司、森下卓らトップ棋士も評価しているほか、複数のコンピュータ将棋開発者からも比較的良い評価を受けている。
また、ニコ生配信については、アンケートでは98%以上の視聴者がこの対局を好意的に捉えたと言う。

## 競技会成績
| 大会/年                    | 1999 | 2002 | 2005 | 2008 | 2009 | 2010 | 2011 | 2012 |
| -------------------------- | ---- | ---- | ---- | ---- | ---- | ---- | ---- | ---- |
| 世界コンピュータ将棋選手権 | 23   | 46   | 29   | 18   | 16   | 4    | 1    | 2    |